# Alexander Graham Bell (canción)
«Alexander Graham Bell» es una canción de la banda británica de glam rock Sweet, publicada y lanzada como sencillo en octubre de 1971. Fue escrita por el dúo de compositores Mike Chapman y Nicky Chinn, e interpretada por Sweet.

## Personal
- Brian Connolly – voz principal
- Steve Priest – coros, bajo
- Andy Scott – guitarra eléctrica, coros
- Mick Tucker – batería
- Phil Dennys – arreglos musicales